# Lorenzo Ceccato
Lorenzo Ceccato (Venezia, ... – Venezia, 1631) è stato un artista italiano, specializzato come mosaicista.

## Biografia
Lorenzo Ceccato, figlio di Battista, lavorò soprattutto a Venezia occupandosi della decorazione interna della basilica di San Marco. Allievo del  maestro Gian Antonio Marini, ottenne il titolo di maestro in data 15 gennaio 1580.
Tra il 1588 e il 1591 Ceccato realizzò, su cartoni del Tintoretto e di Jacopo Palma il Giovane, episodi biblici, con Storie di Susanna,e le figure dei profeti Mosè ed Osea. Nel 1593 datò e firmò due altri lavori riguardanti i profeti, Elia e Mosè, sull'arco vicino all'altare di San Paolo.
Sempre dalla collaborazione col Tintoretto eseguì un Sant'Atanasio, sulla navata sinistra, composto tra il 1595 e il 1597; dopo il 1597 le figure di Santa Lucia, Santa Giustina e nove busti di Santi.
In seguito altri pittori gli fornirono i cartoni: Antonio Vassilacchi per l'allegoria della Sinagoga (1601-1603).
Domenico Robusti per la serie dei Santi Cosma, Damiano, Leucomone ed Ermolao (1603); Leandro Bassano per gli episodi di Cristo in Emmaus e la Comunione degli Apostoli (1617).
In queste ultime opere collaborò con il maestro Giacomo Pasterini, realizzando (1621)  gli episodi di San Tommaso davanti all'imperatore delle Indie e del Martirio di San Tommaso, su disegni del Tizianello.
Col Pasterini e con Alvise Gaetano, ultimò il mosaico con La crocifissione di San Pietro e la Decollazione di San Paolo su cartone di Palma il Giovane (1624).
La sua ultima opera risultò terminata nel maggio 1631 con la figura di San Metodio.
Nella sua vastissima attività fu aiutato dal nipote Francesco Turtesio e da Giacomo Pasterini.
Il periodo in cui lavorò Ceccato risultò uno dei momenti meno felici dell'arte musiva, priva ormai di spunti originali e ridotta alla sola dipendenza dalla pittura.

## Opere

### Basilica di San Marco
- Storie di Susanna (1588-1591);
- Mosè (1588-1591);
- Osea (1588-1591);
- Elia (1593);
- Mosè (1593);
- Sant'Atanasio (1595-1597);
- Santa Lucia (dopo il 1597);
- Santa Giustina (dopo il 1597);
- Nove busti di Santi (dopo il 1597);
- Sinagoga (1601-1603);
- Santi Cosma, Damiano, Leucomone ed Ermolao (1603);
- Cristo in Emmaus (1617);
- Comunione degli Apostoli (1617)
- San Tommaso davanti all'imperatore delle Indie (1621);
- Martirio di San Tommaso (1621);
- La crocifissione di San Pietro (1624);
- Decollazione di San Paolo (1624);
- San Metodio (1631).